# Filippo di Lorenzo Paladini
Filippo di Lorenzo Paladini (Pistoia, ... – 1608) è stato uno scultore italiano.

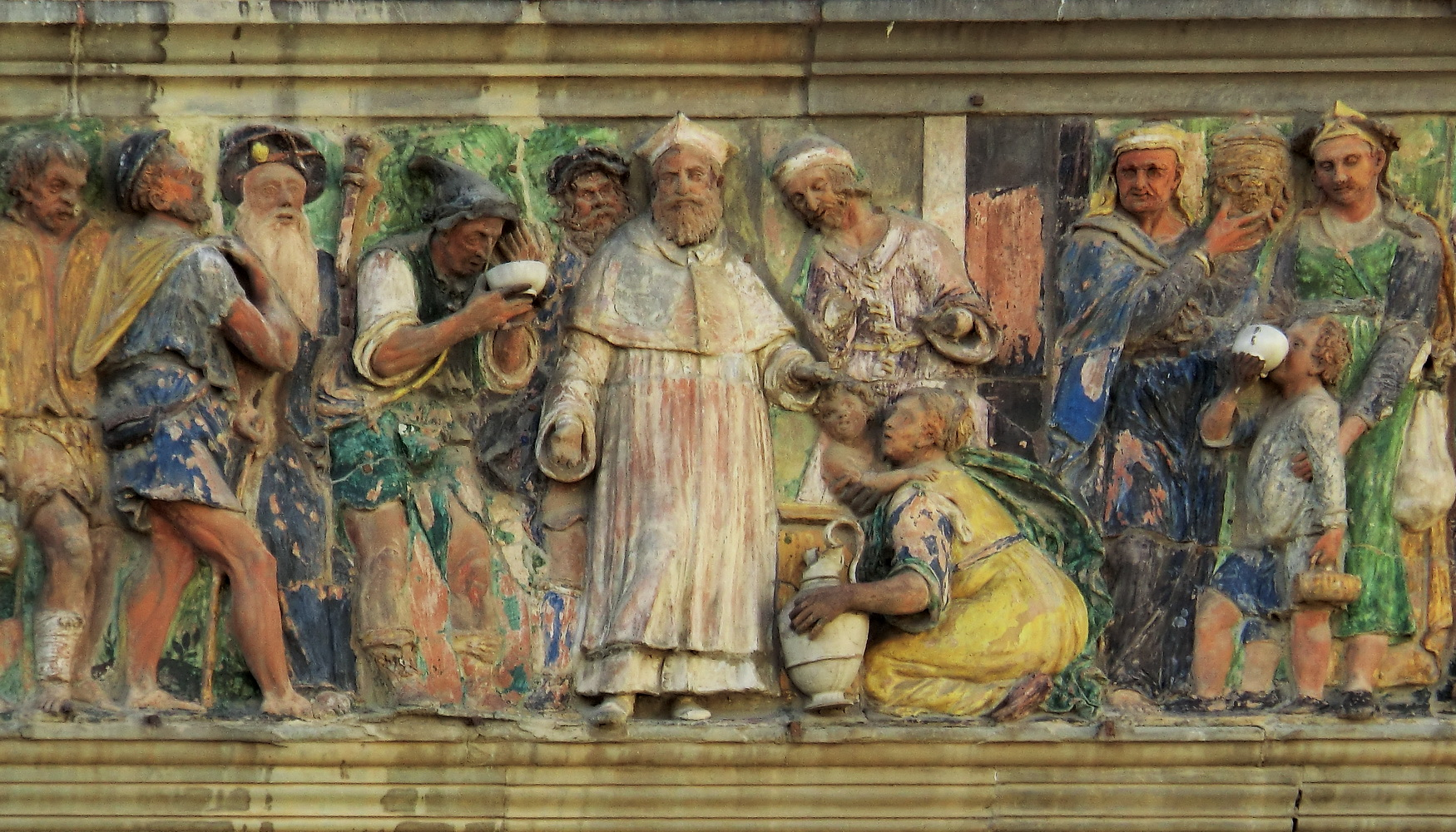
Dar da bere agli assetati, Ospedale del Ceppo

È ricordato soprattutto per aver completato nel 1585 il fregio sulla facciata dell'Ospedale del Ceppo a Pistoia, con la scena Dar da bere agli assetati, in stucco dipinto (non conoscendo la tecnica della terracotta policroma invetriata).